# 2006–2007-es dán labdarúgó-bajnokság (első osztály)
Az 2006–2007-es Danish Superliga volt a 17. alkalommal megrendezett, legmagasabb szintű labdarúgó-bajnokság Dániában. A pontvadászat 2006. július 19-én kezdődött és 2007. május 27-én ért véget.
A címvédő a København volt. A szezont újra a København csapata nyerte, a bajnokság történetében hatodjára.

## Tabella
| Hely. | Csapat        | M  | Gy | D  | V  | G+ | G– | Gk  | P  | Továbbjutás vagy kiesés         |
| ----- | ------------- | -- | -- | -- | -- | -- | -- | --- | -- | ------------------------------- |
| 1.    | København (B) | 33 | 23 | 7  | 3  | 60 | 23 | +37 | 76 | BL, 2. selejtezőkör             |
| 2.    | Midtjylland   | 33 | 18 | 9  | 6  | 58 | 39 | +19 | 63 | UEFA-kupa, 1. selejtezőkör      |
| 3.    | AaB           | 33 | 18 | 7  | 8  | 55 | 35 | +20 | 61 | Intertotó-kupa, 2. forduló      |
| 4.    | Odense        | 33 | 17 | 7  | 9  | 45 | 36 | +9  | 58 | UEFA-kupa, 1. selejtezőkör      |
| 5.    | Nordsjælland  | 33 | 16 | 9  | 8  | 68 | 40 | +28 | 57 |                                 |
| 6.    | Brøndby       | 33 | 13 | 10 | 10 | 50 | 38 | +12 | 49 |                                 |
| 7.    | Esbjerg       | 33 | 10 | 10 | 13 | 46 | 51 | −5  | 40 |                                 |
| 8.    | Randers (F)   | 33 | 10 | 8  | 15 | 41 | 53 | −12 | 38 |                                 |
| 9.    | Viborg        | 33 | 8  | 5  | 20 | 34 | 64 | −30 | 29 |                                 |
| 10.   | Horsens       | 33 | 6  | 10 | 17 | 29 | 53 | −24 | 28 |                                 |
| 11.   | Vejle (F, K)  | 33 | 6  | 7  | 20 | 35 | 64 | −29 | 25 | Kiesett a Danish 1st Divisionbe |
| 12.   | Silkeborg (K) | 33 | 5  | 7  | 21 | 34 | 60 | −26 | 22 | Kiesett a Danish 1st Divisionbe |

## Statisztikák

### Góllövőlista
| Rank | Player            | Club         | Goals |
| ---- | ----------------- | ------------ | ----- |
| 1    | Rade Prica        | AaB          | 19    |
| 2    | Morten Nordstrand | Nordsjælland | 18    |
| 3    | Morten Rasmussen  | Brøndby      | 15    |
| 4    | Baye Djiby Fall   | Randers      | 13    |
| 5    | Frank Kristensen  | Midtjylland  | 12    |
| 5    | Gilberto Macena   | Horsens      | 12    |
| 7    | Marcus Allbäck    | København    | 11    |
| 7    | Jesper Bech       | Esbjerg      | 11    |
| 7    | Christian Olsen   | Midtjylland  | 11    |
| 7    | Dennis Sørensen   | Midtjylland  | 11    |